# Cosmarium alpestre
Cosmarium alpestre  là một loài Song tinh tảo trong họ Desmidiaceae, thuộc chi Cosmarium.